# Chontales megye
Chontales  egy megye Nicaraguában. A fővárosa Juigalpa.

## Földrajz
Az ország déli részén található. Megyeszékhely: Juigalpa
10 tartományból áll:
1. Acoyapa
2. Comalapa
3. El Coral
4. Juigalpa
5. La Libertad
6. San Francisco de Cuapa
7. San Pedro de Lóvago
8. Santo Domingo
9. Santo Tomás
10. Villa Sandino